# Elettroterapia
L'elettroterapia è un ramo della fisioterapia che utilizza gli effetti biologici delle correnti elettriche. Si attua sottoponendo un limitato distretto somatico (raramente tutto l'organismo) al passaggio di correnti elettriche con caratteristiche note di intensità e tensione. La terapia consiste nell'applicazione locale di impulsi elettrici alternati (elettrostimolazione) o continui (ionoforesi) al fine di ottenere un effetto terapeutico. Gli impulsi elettrici sono generati all'interno di una macchina specializzata e la corrente elettrica viene fatta passare attraverso il dispositivo di alimentazione principale per arrivare poi su una particolare area del corpo. Ci sono diverse ragioni mediche per l'uso dell'elettroterapia.

## Classificazione

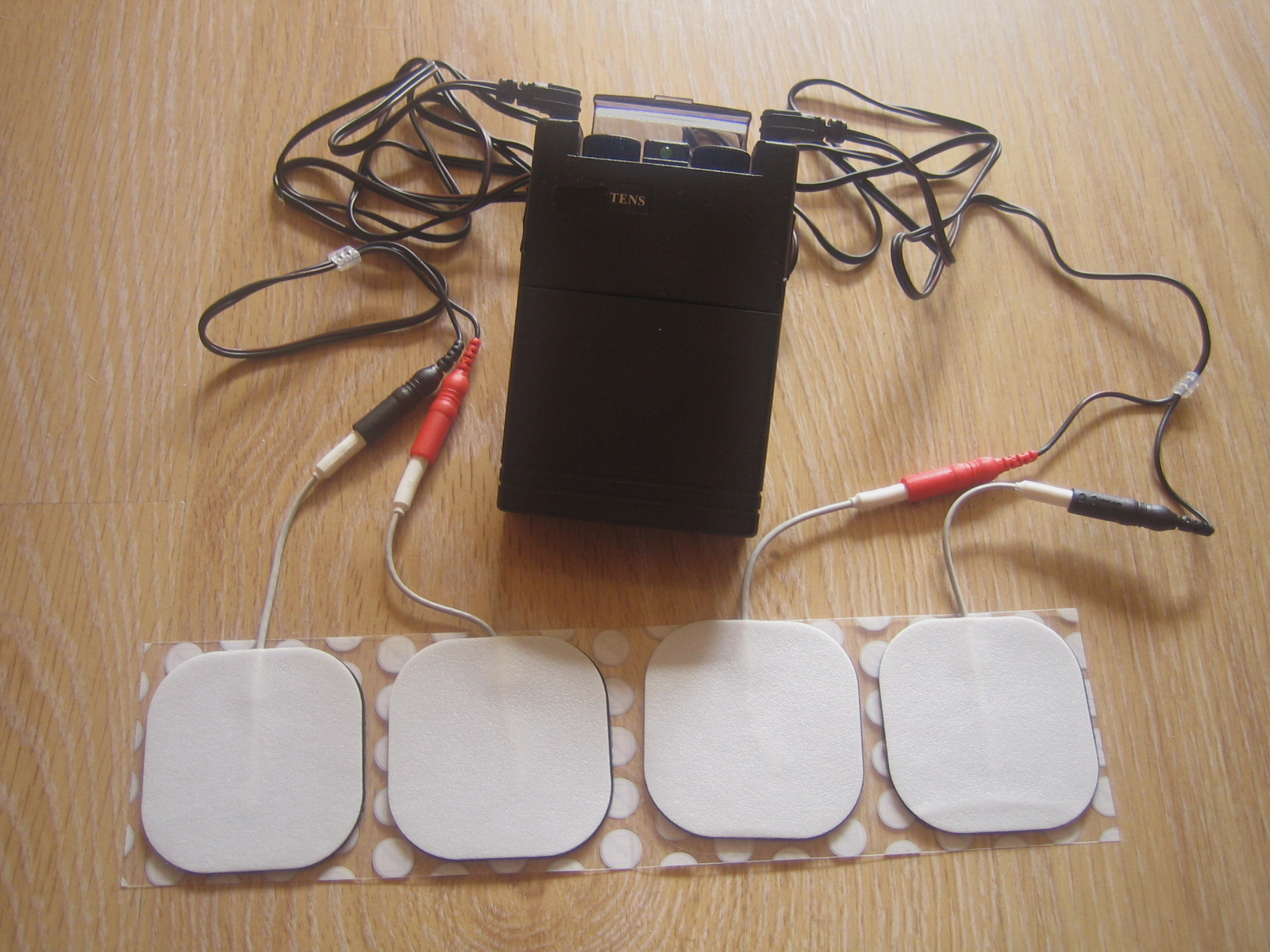
Fotografia di un TENS

L'elettroterapia può sfruttare la corrente continua o la corrente alternata. I trattamenti elettroterapici in corrente continua prendono il nome di galvanizzazione e ionoforesi(applicazione di correnti continue di pochi mA/cm2 al fine di veicolare dei farmaci per via cutanea), mentre i trattamenti elettroterapici in corrente alternata si suddividono in:
- corrente alternata a bassa frequenza: utilizzo di correnti diadinamiche, elettrolipolisi e TENS;
- corrente alternata a media frequenza: utilizzo di correnti interferenziali, medie frequenze modulate, correnti di Traebert e treni d'impulsi;
- corrente alternata ad alta frequenza: correnti rettangolari, correnti triangolari, corrente faradica e correnti di Kotz.

L'elettroterapia può essere suddivisa in due categorie, elettroterapia antalgica ed elettroterapia di stimolazione.

### Elettroterapia antalgica
Sono definite antalgiche quelle correnti che sono in grado di ridurre la sensazione dolorifica tramite meccanismi d'azione differenti. Tra questi vi è l'attivazione delle aree del cervello deputate al controllo della soglia del dolore (inibizione discendente), la stimolazione di produzione di endorfine, oppure l'iperpolarizzazione, un meccanismo che agisce a livello delle terminazioni nervose nel sito del dolore rendendole più refrattarie agli stimoli.

### Elettroterapia di stimolazione
Si definisce elettroterapia di stimolazione la somministrazione di corrente elettrica finalizzata a produrre contrazioni muscolari. I meccanismi d’azione delle correnti di stimolazione possono essere ricercati nell’attività muscolare che sono in grado di produrre. Queste correnti, infatti, hanno la capacità di produrre delle contrazioni muscolari, del tutto simili a quelle che si producono mediante attività nervosa, tali che, se ripetute per un tempo e con modalità adeguate, producono effetti di aumento e/o recupero del tono muscolare qualora il paziente ne avesse un deficit. Questo tipo di elettroterapia può essere utilizzata, con le corrette impostazioni, sia per stimolare un muscolo innervato che per stimolare un muscolo denervato.
Un esempio di elettroterapia antalgica è la Transcutaneous Electrical Nerve Stimulator o Stimolazione nervosa elettrica trsanscutanea (TENS).
La TENS stimola in modo selettivo i nervi situati nel livello superficiale della pelle dove risiede la sensibilità tattile. Obiettivo di questa terapia strumentale è la cura di sintomi come artrite reumatoide, sciatalgia, mialgia e artralgia. Questa tecnica di elettroterapia nacque alla fine degli anni ’70 con il fine di evocare l’effetto antalgico.
Esistono due modalità di realizzazione di una elettroterapia antalgica con TENS:
- TENS classica (bassa intensità e durata ed alta frequenza): impulsi della durata di 30-150 µs, con frequenza di 10–150 Hz, stimolano elettivamente le fibre Aβ e provocando analgesia attraverso il meccanismo del gate-control, ad effetto rapido e localizzato al metamero di applicazione;
- TENS endorfinica (elevata intensità e durata e bassa frequenza): impulsi della durata di 200 µs, con frequenza di 1–5 Hz, produce analgesia attraverso la liberazione di endorfine. Tale effetto ha un’insorgenza lenta ma duratura nel tempo, perché il meccanismo d’azione è sovraspinale; essendo la durata dell’impulso prolungata, vengono prodotte anche delle contrazioni muscolari.Elettrostimolazione con TENS.

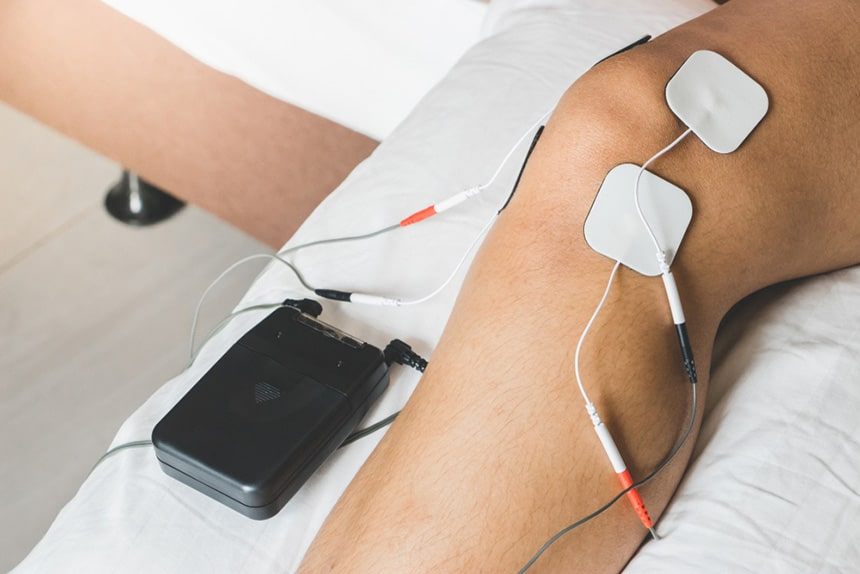
Elettrostimolazione con TENS.

I tipi di stimolazione nervosa sui quali si basa l'elettroterapia moderna sono molteplici, come per esempio la stimolazione nervosa elettrica percutanea (PENS o elettro-agopuntura) o la stimolazione del midollo spinale (SCS). Nel dolore da lieve a moderato, la TENS e la PENS sono metodi efficaci, mentre la SCS è molto utile per la terapia del dolore neuropatico o ischemico refrattario.
Nel 2005 è stata inoltre introdotta la stimolazione muscolare esterna ad alto tono (HTEMS), efficace ad esempio nella neuropatia periferica diabetica.
Oltre al suo effetto antidolorifico, la stimolazione elettrica è di grande importanza per la prevenzione o il trattamento della disfunzione muscolare e della sarcopenia. In studi clinici controllati la miostimolazione elettrica (EMS) ha dimostrato di essere efficace contro la sarcopenia di pazienti con cardiopatia congestimentale cronica, diabete, broncopneumopatia cronica ostruttiva ed ESRD.

## Storia
L’elettricità statica era già noto agli antichi greci i quali notarono che strofinando l'ambra (resina fossile da cui deriva il termine “elettricità”), questa assumeva la proprietà di attirare i corpi leggeri, come ad esempio le piume. Il primo a descrivere il fenomeno fu Talete, seguito poi da Platone ed Aristotele.

### Età classica
Anche se nel I secolo d.C. non si era ancora a conoscenza né delle origini né delle caratteristiche dell’energia elettrica, pare che già in quel periodo gli antichi Romani la utilizzassero per scopi terapeutici, e stiamo parlando di ben 1.700 anni prima degli studi di Galvani. Naturalmente non si ricorreva a generatori di corrente o a particolari strumenti tecnologici, ma a ciò che era presente nel mondo animale e in natura. Come testimoniato dagli scritti di Scribonio Largo e di Plinio il Vecchio, le prime rudimentali applicazioni dell’elettroterapia risalgono all’utilizzo delle torpedini di mare che, nell’epoca egizio greco-romana, venivano usate per la cura delle cefalee e della gotta. Quest’animale marino (conosciuto anche come pinastrello) è di forma piatta come una sogliola ma, allo stesso tempo, ha la sagoma che ricorda una razza, mentre le due piccole pinne dorsali richiamano vagamente quelle dello squalo. Essa possiede un organo elettrogeno che si trova lungo i lati del corpo ed è costituito da almeno 500 dischi cartilaginei circondati da un gel che possiede delle proprietà biochimiche molto importanti. In tal modo, la torpedine è in grado di liberare delle scariche elettriche che le risultano utili per stordire le sue prede prima di mangiarle; si tratta di corrente che varia dagli 8 Volt per gli esemplari più piccoli, fino ai 220 Volt per quelli più grandi che vivono soprattutto negli oceani.

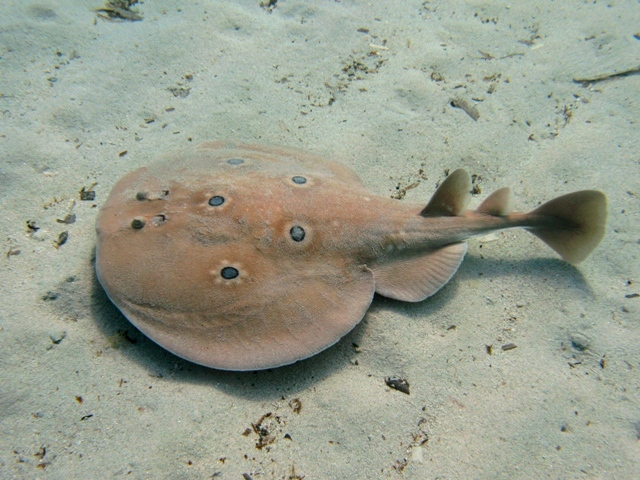
Pesce torpedine.

Il medico militare Scribonio Largo fu il primo a mettere per iscritto le modalità con cui si poteva sfruttare la particolare qualità del pinastrello. Questi scritti fanno parte delle “Compositiones”, una raccolta di circa 271 ricette per curare varie malattie, dedicata al liberto imperiale Gaio Giulio Callisto, che ha avuto una grande risonanza per tutta l’età imperiale e tardo-imperiale, e addirittura è stata ripresa e rivalutata anche nel Medioevo.
Proprio da questi testi gli studiosi sono riusciti ad apprendere come nell’Antica Roma si usasse una prima forma di “elettroterapia”, ricorrendo proprio alle torpedini. Ad esempio, potevano essere utilizzate per curare il mal di testa, la gotta o dolori artritici. Negli scritti di Scribonio era presente anche una sorta di terapia per combattere l’epilessia: il medico militare consigliava di tenere i piedi a contatto con l’acqua durante l'utilizzo della torpedine, perché in tal modo si favoriva il passaggio della corrente elettrica e di sostanze verso gli elettrodi.
Dunque, ad oggi, si può dire con una certa cognizione di causa che Scribonio Largo sia stato uno dei grandi precursori della medicina moderna, nonché di quella pratica che oggi viene conosciuta come galvanoterapia.

### XVIII secolo

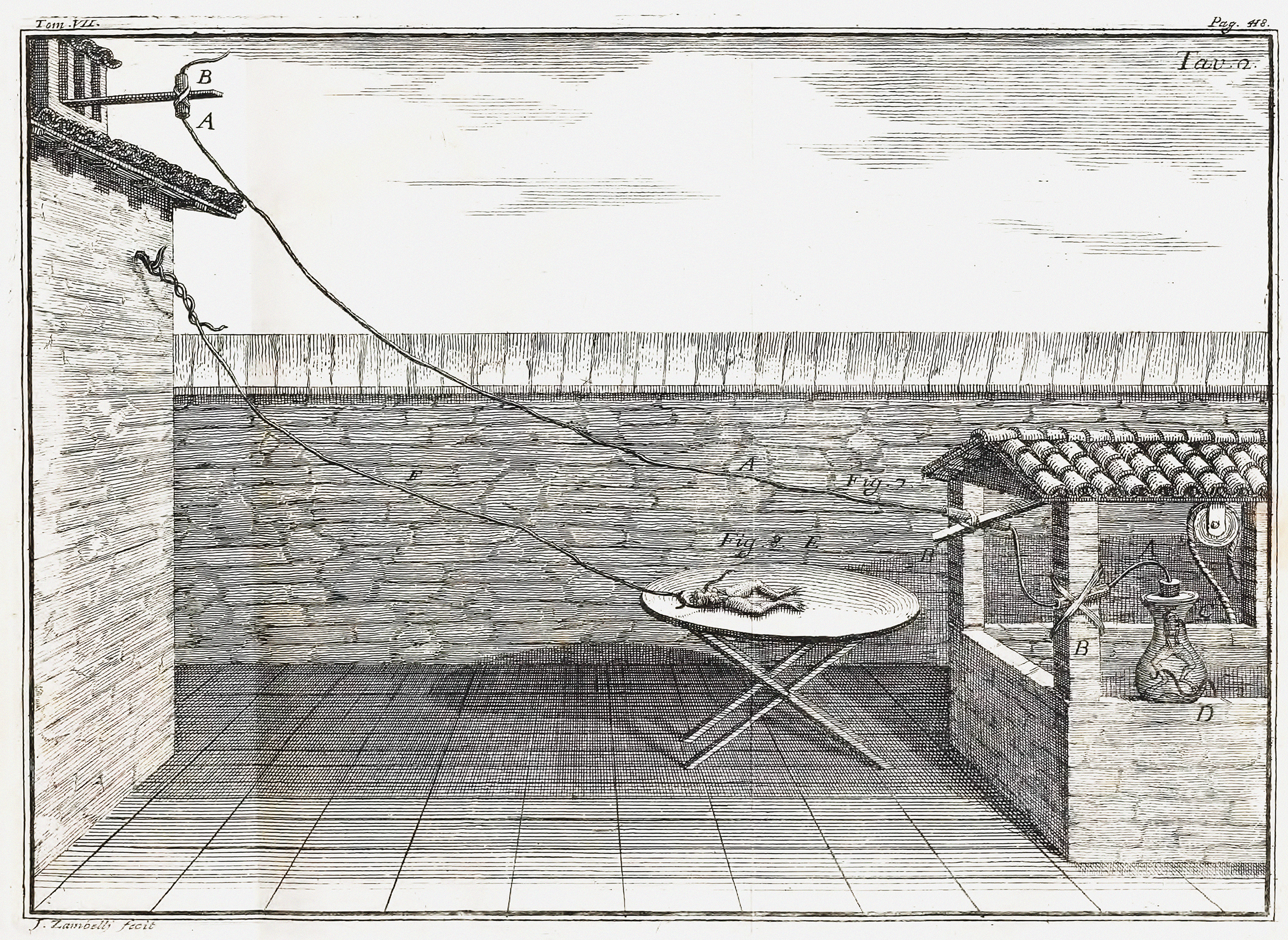
Disegno dell'esperimento che illustra l'eccitazione a distanza del nervo crurale di una rana per effetto di una scintilla rilasciata dal conduttore di una macchina elettrostatica

Nel novembre 1780 Luigi Galvani realizzò i primi esperimenti di carattere elettrofisiologico, come si evince dal suo diario di laboratorio e gli studi per i quali egli è maggiormente ricordato riguardano la cosiddetta elettricità animale. 
Gli anni ottanta del Settecento furono cruciali per la sua attività scientifica: nel triennio 1780-1783 Galvani passava oltre sedici giorni al mese rinchiuso nel suo laboratorio, circondato da assistenti e personaggi autorevoli, come Francesco Sacchetti e Sebastiano Canterzani, e affiancato dalla moglie Lucia (alcuni attribuiscono a lei la scoperta del movimento nelle gambe delle rane). La scelta della rana come cavia per gli esperimenti scientifici non deve stupire: era, infatti, un animale comunemente usato in laboratorio, anche da scienziati illustri di poco precedenti come Marcello Malpighi. Le notizie riguardanti i dettagli dell'esperimento vengono fornite da Galvani stesso, che nel 1791 pubblicò il De viribus electricitatis in motu musculari, un opuscolo in cui erano illustrati tutti i processi che portarono alla scoperta dell'elettricità animale. Galvani decise di continuare a condurre esperimenti sulle rane, osservando il movimento dei muscoli in relazione alla carica elettrostatica con cui venivano stimolati e ipotizzò l'esistenza di una relazione fra elettricità e vita, definita “elettricità intrinseca all'animale”, la quale produce appunto la contrazione dei muscoli, che, oltre ad essere dei rivelatori sensibilissimi, erano visti come dei "serbatoi" di elettricità. Questa idea fu accolta con entusiasmo da molti fisiologi, ma incontrò la ferrea opposizione di altri colleghi, come Alessandro Volta, all'epoca stimato professore di fisica presso l'Università di Pavia. Infatti, mentre Galvani pensava che l'elettricità venisse prodotta e trasmessa dal cervello e controllata attraverso i nervi, Volta credeva che le contrazioni dei muscoli non fossero causate dall'elettricità presente nell'animale, ma fossero dovute ad un'irritazione dei nervi. Fu così che i due scienziati inaugurarono un lungo e seguitissimo dibattito sull’origine e le forme dell’elettricità. Durante le discussioni, Galvani mostrava ai colleghi che anche in assenza di metalli, le rane morte si muovevano comunque. Volta invece, rivelava la presenza di corrente dovuta al contatto bimetallico, senza avvalersi delle rane. Se dunque Galvani porta avanti il suo programma di ricerche basandosi sull’allora elettrostatica classica, Volta tenta di riformarla, introducendo il concetto di non specificità della stessa. Fu così, che mentre Galvani fondava l’elettrofisiologia, Volta scopriva il potenziale di contatto, concetto che poi lo porterà ad inventare la pila.

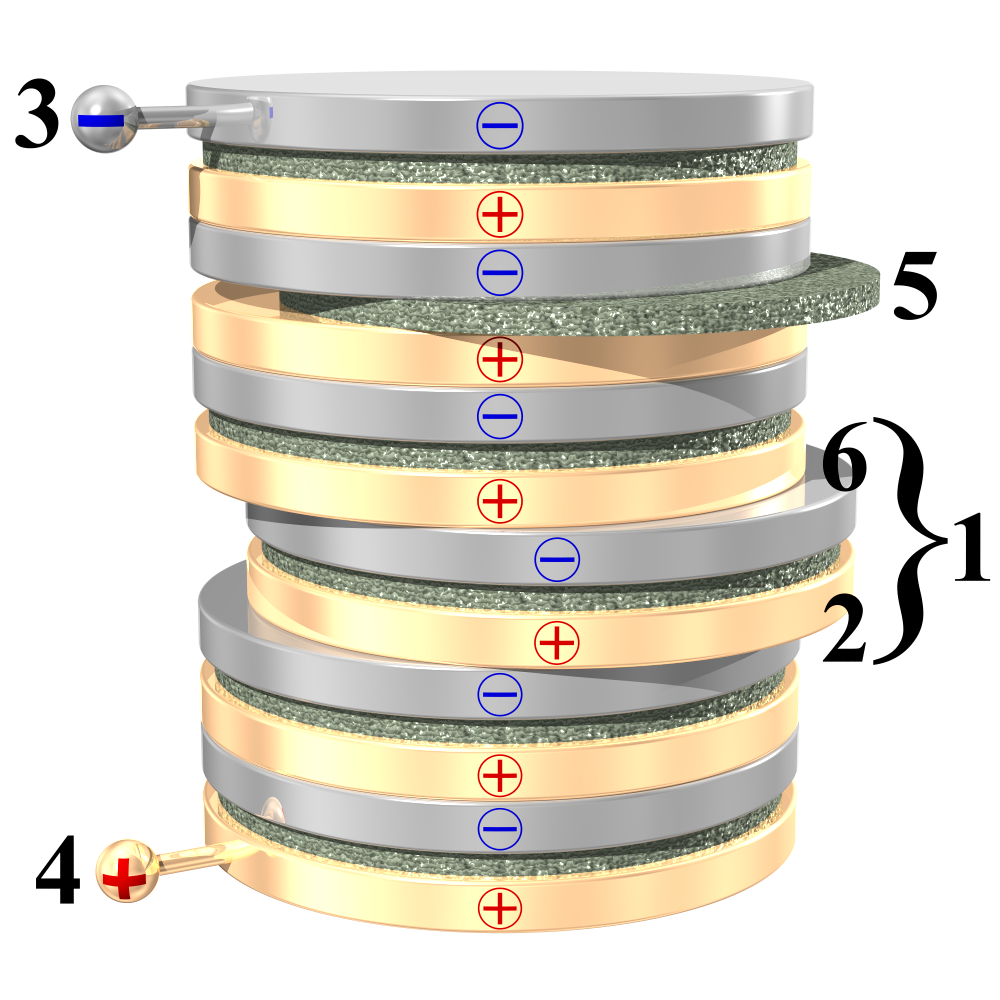
Schema della pila di Volta: 1. un elemento della pila; 2. strato di rame; 3. contatto negativo; 4. contatto positivo; 5. feltro o cartone imbevuto in soluzione acquosa (acqua e acido solforico); 6. strato di zinco.

Gli esperimenti e gli strumenti di Galvani e Volta ebbero enorme successo e modificarono gli sviluppi della scienza anche se le loro teorie stentarono ad affermarsi, perché in contrasto con i modelli standard dell'epoca.
Sia Galvani che Volta hanno aperto la strada alle ricerche successive sull'elettromagnetismo di grandi fisici come Faraday, Ampere, Ørsted, sino ad arrivare a Maxwell e alle sue celebri 4 equazioni.

### I primi passi verso l'elettroterapia
Nel 1742 Christian Gottlieb Kratzenstein iniziò a studiare fisica e medicina all'università di Halle, che a quel tempo aveva una posizione di leadership in quella regione, e mostrò un particolare interesse per le indagini sull'elettricità e in particolare sugli effetti sugli organismi viventi. Nel 1746, a solo 23 anni, Kratzenstein ricevette i dottorati in fisica e in medicina e dopo due anni da privato, nel 1748, fu eletto all'Accademia delle Scienze Leopoldina della stessa città.
Già durante la sua educazione a Wernigerode, Kratzenstein aveva familiarizzato con i generatori elettrostatici e aveva visto gli effetti che una corrente elettrica poteva avere e durante i suoi studi ad Halle ampliò questo interesse, ponendo una particolare attenzione al potenziale utilizzo dell'elettricità in medicina.  Nel 1744 pubblicò Il suo pensiero in questa direzione in un'opera intitolata Abhandlung von dem Nutzen der Electricität in der Arzeneiwissenschaft.
Tramite vari esperimenti e osservazioni aveva visto come l'elettricità potesse influenzare il polso e il sudore umani e si rese conto che le scariche elettriche avrebbero potuto essere utili nella cura di alcuni disturbi neurologici. Due anni dopo Kratzenstein scrisse un'opera teorica sulla natura dell'elettricità: Theoria electricitatis mores geometrica explicata. In questo periodo fece delle misurazioni per scoprire come la forza elettrica tra due oggetti carichi variava con la loro separazione, scoprendo, dal punto di vista teorico, che la corrente elettrica era dovuta al movimento di due fluidi che oggi corrisponderebbero al flusso di cariche elettriche positive e negative. Più o meno nello stesso periodo Benjamin Franklin spiegò gli stessi fenomeni sulla base di un'immagine secondo cui la carica negativa era dovuta a una mancanza di carica positiva, spiegazione che si rivelò in seguito maggiormente valida.
Il primo autore però, al quale si può prestare maggior fede, è Jallabert di Montpellier, professore a Ginevra, il quale nel 1770 pubblicò a Basilea la sua opera Experimenta electrica usibus medicis applicata. Il fatto di maggiore rilevanza di questa pubblicazione è un episodio che portò a un grande entusiasmo e che diede impulso allo studio di altre applicazioni principalmente per la guarigione di malattie nervose, ovvero la guarigione di una paralisi al braccio destro di un fabbro, ottenuta mediante scosse continue per due mesi.
In Italia, Giuseppe Veratti, professore a Bologna, sosteneva l’efficacia di questa tecnica nella sua opera Osservazioni fisico-mediche intorno all’elettricità, nella quale riportava alcune guarigioni di sciatiche, dolori reumatici, problemi d’udito, tutte curate tramite l’elettricità statica. Veratti si occupò inoltre, della scoperta annunciata dal Bianchi, secondo la quale era possibile introdurre all’interno dell’organismo sostanze mediche attraverso l’utilizzo dell’elettricità.
In Inghilterra, Tiberio Cavallo, italiano, pubblicava nel 1780 un’opera intitolata “An Essay on the theory and practice of medical electricy”, nella quale riportava i risultati dei suoi studi sulle elettrizzazioni, che si rivelarono più moderate e portarono effetti più sicuri e efficaci.
Allo stesso tempo in Francia, l’Académie premiava l’opera dell’abate Bertholon di Saint-Lazare intitolata De l’electricité du corps humain dans l’état de santé et de maladie. Bertholon aveva diviso le malattie in due grandi gruppi: le elettro-positive, prevalentemente malattie del sistema sanguigno, e le elettro-negative, prevalentemente del sistema nervoso.
Una volta che gli studi e le scoperte di Galvani ebbero dato a Volta la possibilità di inventare il suo elettromotore (la pila), i medici si rivolsero a questo nuovo tipo di tecnologia per ottenere nuovi risultati in campo medico, in quanto i vantaggi offerti erano innumerevoli, come la sua comodità, la possibilità di implicarla per diversi ammalati contemporaneamente o l’azione continua e sempre pronta.
Nei primissimi anni dell'Ottocento, l’elettricità era l’argomento su cui la comunità scientifica del momento si concentrava maggiormente. Giovanni Aldini, nipote di Galvani e suo sostenitore, pubblicò in francese, nel 1804, il primo trattato di Elettroterapia, incentrato principalmente sulla diatriba Volta-Galvani. È infatti dall’esperienza di Galvani che Aldini mosse le sue sperimentazioni e ottenne la fama. Tra il 1802 e il 1803 Giovanni Aldini era a Londra dove eseguiva esperimenti spettacolari, forse anche raccapriccianti: studiava gli effetti della corrente elettrica su cadaveri animali e umani, collegava elettrodi a pile con alti voltaggi a teste di cane mozzate, ottenendo la contrazione dei muscoli facciali e l’apertura e chiusura della mandibola con produzione di un vero e proprio schiocco. Collegando i medesimi elettrodi ai corpi decapitati, inoltre, otteneva il movimento degli arti e faceva sobbalzare corpi interi.
Aldini allestiva le sue dimostrazioni-spettacolo nel retro dei tribunali davanti a cui venivano eseguite le sentenze capitali: appena avvenute le impiccagioni prelevava i corpi e iniziava con gli esperimenti. Gli effetti sul pubblico erano di impatto fortissimo e proprio dai suoi esperimenti nacque l’ispirazione di Mary Shelley per la scrittura del suo celebre romanzo d’esordio, basato proprio sul fenomeno dell'elettrificazione: Frankenstein o il moderno Prometeo. 
Aldini impiegò gran parte della sua vita sugli studi delle applicazioni mediche dell’elettricità. Egli fu tra i precursori dell’elettroshock, credeva nelle potenzialità dell’elettricità e da rigoroso scienziato quale era, fin da subito si rese conto che l’elettricità aveva poteri elevati sugli arti, anche ad un’ora dalla morte del soggetto, ma aveva anche osservato che “nulla poté esser fatto con il cuore!”.
Un altro punto di svolta nella storia dell’elettroterapia è la scoperta di Faraday della corrente indotta, con la quale è possibile utilizzare una piccola sorgente elettrica per agire in modo efficace sul sistema nervoso, al contrario delle correnti galvaniche, le quali erano talmente forti che spesso si correva il rischio di rovinare i tessuti.

### La svolta di Duchenne
Guillaume-Benjamin-Amand Duchenne de Boulogne (Boulogne-sur-Mer, 17 settembre 1806 – Parigi, 15 settembre 1875) fu un neurologo francese che contribuì in modo sostanziale all'avanzamento della scienza dell'elettrofisiologia muscolare, riprendendo le ricerche di Galvani.

L'era della neurologia moderna progredì grazie alle scoperte di Duchenne riguardo alla conducibilità dei neurotrasmettitori, l'effetto di lesioni di queste strutture e l'introduzione della biopsia muscolare. Egli fu il primo a praticare la biopsia muscolare, servendosi di quello che egli stesso chiamò "l'emporte-pièce" (l'arpione di Duchenne) per raccogliere campioni di tessuto vivo da studiare. Il suo libro, Mécanisme de la physionomie humaine fu il primo testo di neurofisiologia sull'emozione e stabilì un punto di riferimento nella storia della fotografia in ambito medico. Comunque, il contributo più grande riguardò le miopatie che adesso portano il suo nome: Distrofia di Duchenne, atrofia muscolare spinale di Duchenne-Aran e paralisi di Duchenne-Erb.

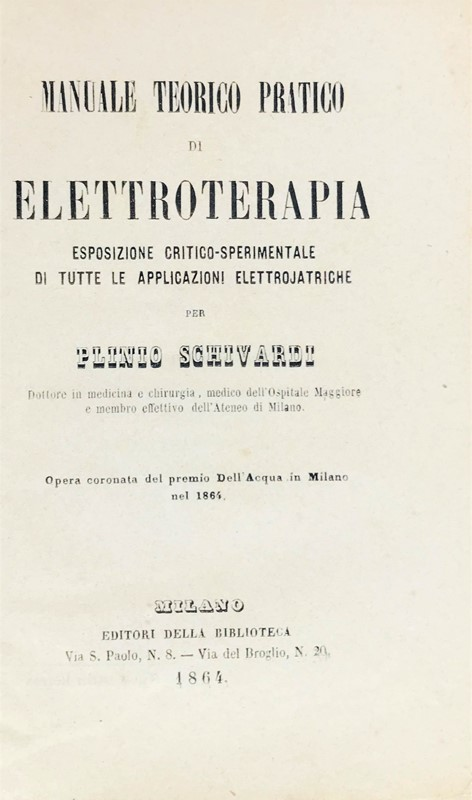
Manuale di Elettroterapia

Durante il 1835, Duchenne iniziò la sperimentazione dell'elettropuntura terapeutica (una tecnica recentemente inventata da Magendie e Jean-Baptiste Sarlandière che prevede la somministrazione di una scossa elettrica sotto pelle con degli elettrodi affilati per stimolare i muscoli). Nel 1842, dopo un breve ed infelice secondo matrimonio, Duchenne ritornò a Parigi per continuare le sue ricerche mediche. Lì sviluppò una tecnica non invasiva di stimolazione muscolare che sfruttava una scossa faradica sulla superficie della pelle che fu chiamata "electrisation localisee". Egli spiegò queste teorie nella sua opera" De l'Électrisation Localisée et de son Application à la Physiologie à la Pathologie et à la Thérapeutique", pubblicata per la prima volta nel 1855, ma fu con la sua ulteriore pubblicazione "Physiologie des mouvements démontrée à l'aide de l'expérimentation électrique et de l'observation clinique et applicable à l'étude des paralysies et des déformation", risultato di oltre 20 anni di studio, che consegnò il suo contributo più importante alla scienza medica.
Nonostante le sue procedure non ortodosse e le frequenti relazioni scomode con gli elementi più anziani dello staff con cui lavorava, le sue ricerche esatte ed inflessibili presto gli offrirono una fama internazionale come un neurologo all'avanguardia nel suo campo. Inoltre egli fu considerato come uno degli sviluppatori della elettrofisiologia ed elettroterapia. Attraverso l'elettricità Duchenne scoprì anche la differenza tra sorrisi simulati e i sorrisi dalla genuina felicità che utilizzano i muscoli involontari della bocca (muscolo zigomatico maggiore) e quelli degli occhi (muscoli orbicolari). Questi sorrisi “genuini” sono infatti conosciuti come sorrisi Duchenne in suo onore.
Fu con i lavori del francese Guillaume Duchenne de Boulogne nella sua opera “Dell’elettrizzazione prolungata e della sua applicazione alla fisiologia, alla patologia e alla terapia”, (1855) e poi del suo discente Plinio Schivardi nel suo “Manuale di Elettroterapia”, (1864) che si hanno le prime spiegazioni degli effetti biologici della corrente elettrica faradica e delle sue indicazioni. Da allora, grazie anche alla sofisticazione delle apparecchiature in grado di generare le diverse tipologie di corrente, parallelamente alle ricerche cliniche, si sono moltiplicati gli strumenti di elettroterapia, ciascuno caratterizzato da un particolare meccanismo di azione, effetto ed indicazione.

### L'elettroterapia moderna
Per più di 30 anni, l'elettroterapia è stata coinvolta in diverse procedure di gestione del dolore e riabilitazione e, con la crescente consapevolezza dei pericoli degli effetti collaterali delle terapie farmaceutiche, l'elettroterapia sta iniziando a essere considerata come una delle migliori forme di trattamento alternativo.